# Bohuslav Raýman

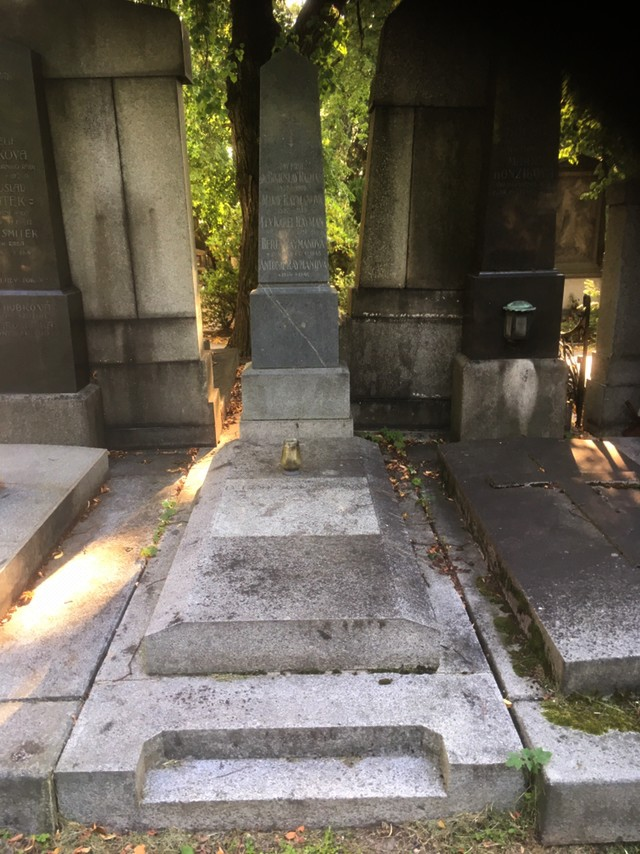
Hrob Prof. Dr. Bohuslava Raýmana na hřbitově Malvazinky v Praze

Bohuslav Raýman, psáno též Reiman, Rejman, Raimann, Rajman (7. prosince 1852 Sobotka – 16. září 1910 Praha) byl český chemik, biochemik, vysokoškolský pedagog, redaktor a spisovatel odborné literatury.

## Život
Narodil se v Sobotce do rodiny kancelisty okresního soudu Augustína Raymana a jeho ženy Marie Kateřiny Konigové. Byl druhorozený z osmi sourozenců, tři ale zemřeli velmi mladí. V roce 1863 zemřel i jeho otec a vdova se s dětmi přestěhovala do Mladé Boleslavi, kde roku 1872 Bohuslav absolvoval tamější gymnázium. V dalším studiu pokračoval na pražské technice, kde studoval chemii. Po dvou letech však odešel do Bonnu, kde pokračoval ve studiu u prof. A. Kekuleho, a pak odjel do Paříže, kde se vzdělával u prof. A. Wurtze a Ch. Friedela. Po zdárném ukončení vzdělávání v cizině a přes nabídky se vrátil do Prahy a nastoupil do Českého polytechnického ústavu (od roku 1879 již jako ČVUT) a po deseti letech přešel na Filozofickou fakultu Karlo-Ferdinandovy univerzity.
V květnu roku 1885 se oženil s Bertou Schöblovou a měl s ní tři syny, Bohuslava (* 1886), který byl lékařem a beletristou, Miloše (* 1889), pozdějšího lékaře, a nejmladšího Radima (* 1902), který se rovněž věnoval lékařství.
V roce 1890 se stal na filozofické fakultě mimořádným profesorem, o 7 let později řádným profesorem a v letech 1902–1903 i děkanem této fakulty. Od roku 1890 byl řádným členem a od roku 1899 až do své smrti generálním tajemníkem České Akademie. V roce 1893 pak založil vědecký časopis Bulletin International.
Bohuslav Raýman byl v září roku 1910 stižen krvácením do mozku a náhle zemřel. Pohřben byl na hřbitově Malvazinky.
| „                                                                      | Příliš záhy, v nejlepším věku mužném ztratil národ náš věhlasného badatele i organizátora vědy české, kterou tak miloval, že jí zasvětil celý život svůj. | “ |
| — jeho kolega Bohuslav Brauner, v nekrologu v Almanachu České akademie | |   |

## Dílo (výběr)
- Chemie organická pro vysoké učení české (1881)
- Chemie teoretická (1884)
- Chemie organická (1895)[17]